# Ḩājj Khadījeh
Ḩājj Khadījeh (persiska: حاج خديجه) är en del av en befolkad plats i Iran.   Den ligger i provinsen Lorestan, i den västra delen av landet, 400 km sydväst om huvudstaden Teheran. Ḩājj Khadījeh ligger 1 159 meter över havet och antalet invånare är 249.
Terrängen runt Ḩājj Khadījeh är huvudsakligen kuperad, men åt nordväst är den bergig. Runt Ḩājj Khadījeh är det ganska tätbefolkat, med 72 invånare per kvadratkilometer. Närmaste större samhälle är Khorramābād, 3,9 km nordost om Ḩājj Khadījeh. Runt Ḩājj Khadījeh är det i huvudsak tätbebyggt.